# Seth Partridge
Seth Partridge (né vers 1604 - 25 février 1685) est un arpenteur et faiseur d'almanachs anglais qui enseignait les mathématiques pratiques à Londres. Familier des découvertes de John Napier, il popularisa l'emploi des bâtons de Napier (rhabdologie) du mathématicien écossais. On lui doit un prototype de la règle à calcul moderne, en tant qu'instrument à réglet mobile gradué sur ses deux faces. Dès 1657, Partridge avait décrit cet instrument et la façon d'en former les graduations ; toutefois son ouvrage ne parut qu'en 1671.
Son fils (1635–1703) et son petit-fils (1675–1748), ses homonymes (Seth Partridge), furent orfèvres et bourgeois de la cité de Londres.

## Œuvres
- Seth Partridge, Rabdologia, or, The art of numbring by rods whereby the tedious operations of multiplication, and division, and of extraction of roots, both square ... performed by addition and subtraction, Londres, Jane Bel for the Company of Stationers, 1648
- An Almanack for the Yeare of the worlds redemption 1651 (...) calculated to longitude and latitude of the city of London, Londres, Jane Bel for the Company of Stationers, 1651
- An Almanack for the Yeare of the worlds redemption 1652 (...) calculated to longitude and latitude of the city of London, Londres, Jane Bel for the Company of Stationers, 1652
- Synopsis anni 1658 : a view of the year of the worlds redemption 1658 (...) rectified to the meridian of the city of London, Londres, Jane Bel for the Company of Stationers, 1658
- Synopsis anni 1659 : a view of the year of the worlds redemption 1659 (...) rectified to the meridian of the city of London, Londres, Jane Bel for the Company of Stationers, 1659
- A Description and Use of an Instrument Called the Double Scale of Proportion, Towerhill, Londres, Richard Mount, 1671